# 全日空下田沖墜落事故
全日空下田沖墜落事故（ぜんにっくうしもだおきついらくじこ）は、1958年8月12日に全日空25便が日本の静岡県下田沖に墜落した航空事故。日本の航空会社である全日本空輸が創業後、初めて発生した人身死亡事故であり、最終的に事故原因を究明することは出来なかった。

## 事故概要
1958年（昭和33年）8月12日の午後8時30分頃、東京・羽田空港発名古屋飛行場（小牧空港）行として運航していた全日空25便レシプロ双発旅客機であるダグラスDC-3（機体記号JA5045。乗客30名、乗務員3名の合計33名。羽田発午後7時53分）が伊豆半島下田市沖上空を飛行中、近傍を大阪発東京行きとして運航中の同僚機16便へ「左側エンジンが不調となり停止した」「これから羽田空港へ引き返す」ことを伝えた後、午後8時55分の通信を最後に消息を絶ち、25便は行方不明となる。
消息を絶った翌13日早朝より、遭難機を発見するために海上保安庁巡視船や自衛隊飛行機も協力して大規模な捜索が始められた。しかし、この日の海上は強風が吹き荒れて波も高く、捜索は難航して中々発見することが出来なかった。
午後0時30分頃、伊豆下田沖にある利島島・17 km付近の海上で25便の墜落が確認され、乗員・乗客合わせて33名全員が犠牲となった。強風と高波により荒れた状況下で捜索が続けられた結果、乗客の荷物を始め海面に墜落した衝撃により大破した座席・トイレの扉・機体の一部・残骸なども発見し、犠牲者18名の遺体を確認して収容された。最終的に残り15名の犠牲者と機体の大部分は発見・収容出来ずに捜索は打切りとなる。
海上へ墜落した25便機体は、後に水深600 mの海底へ沈んでいることが確認される。1958年当時では機体を地上へ引上げるための技術や、それに従う装備などもなかったために、墜落した機体を引上げることは出来なかった。

## 事故原因
当時航空機にはフライトデータレコーダー・コックピットボイスレコーダーなどが搭載されておらず、最終的な事故原因は特定出来なかった。また墜落付近より回収されたトイレの扉がロックした状態で発見されたこともあり、事故直前まで乗客がトイレを使用していた可能性も指摘された。そのため、機体のトラブル発生より短時間で海上へ墜落したものと推測されている。
また事故原因になったと思われるトラブルについては、エンジン不調に加えて手動式ジャイロコンパス不具合も挙げられている。地上からの目撃証言の中には「残された右側エンジンも出火していた」というのもあった。その証言を参考にして機体に多くのトラブルが発生し、墜落に至ったとの推測もあった。9月2日に運輸大臣に提出された事故調査報告書もこれらの可能性を指摘した上で、原因を特定するのは困難であると結論付けている。
その後に唱えられた説として、エンジンの不調に伴い水平儀の真空ポンプが動作不調となってしまい、操縦士がポンプ切替に失敗して作動が停止し、盲目飛行となり夜の海上へ墜落したという説も存在する。当時の全日空は資金が乏しかった上に、所有していたDC-3型機はアメリカ航空各社より中古機体を買い集められた物であり、仕様が統一されていない問題もあった。
そのために操縦室計器板やスイッチ類配置も機体により異なっており、操縦者が扱いに戸惑っていた事実もある。また左・右エンジンのいずれかが作動しなくなった場合に、水平儀を回す真空ポンプをスイッチで切替える必要があったのは当時、就航していた9機のDC-3型機の中で墜落事故を起こした本機のみであった。そのため操縦者が切替スイッチのある所を把握出来ておらず、水平儀を誤って動作不能にしたという説も出ていた。但し、操縦席部分のサルベージは実際に行われなかったこともあり、その真偽は不明となっている。

## 事故の影響
全日空は事故対策として、まず伊藤忠整備航空会社から整備士12名、日本航空と日航整備から技術者5名の派遣を受けた。また整備に余力を持つため、運行時間を事故当時の月間2900時間から1800時間へ減少させた。さらに全日空は政府から5000万円の補助金を得て、保有するDC-3型機全ての操縦系統を改修・整備し、仕様を統一化させている。